# Frank Fitch Grout
Frank Fitch Grout (* 24. Januar 1880 in Rockford (Illinois); † 1. August 1958 in Minneapolis) war ein US-amerikanischer Petrograph, Geologe und Mineraloge.

## Leben
Grout besuchte das Throop Polytechnic Institute (Vorläufer des Caltech) und studierte an der University of Minnesota mit dem Bachelor-Abschluss in Chemie 1904. Danach wechselte er zur Geologie mit dem Master-Abschluss 1908 und ging an die Yale University, an der er 1917 promoviert wurde. Danach war er kurz bei den Geological Surveys von West Virginia und Illinois und Instructor an der University of Oklahoma. Ab 1907 war er an der University of Minnesota, wo er 1919 Professor wurde. Den Sommer verbrachte er meist im Dienst des Geological Survey von Minnesota, an den ihn der Direktor des Survey und sein Vorgesetzter in der Geologie-Fakultät der University of Minnesota William H. Emmons holte. Emmons überließ ihn in Exkursionen im Sommer die Ausbildung von Geologiestudenten und Grout war selbst am Liebsten in der Wildnis zu Feldstudien unterwegs, vorzugsweise mit dem Kanu. 1948 wurde er emeritiert. Sein Ruf als Lehrer brachte ihm danach Einladungen an verschiedenen Universitäten zu unterrichten (Florida State, Columbia, Arizona, Caltech). Seine Asche wurde auf dem Saganaka-See verstreut.
Er ist hauptsächlich als Petrograph bekannt. Sein besonderes Interesse galt dem präkambrischen Gabbro-Komplex von Duluth im Norden von Minnesota und benachbarten Ontario (Duluth-Komplex), an dem er den Begriff Lopolith prägte.  Hier kam es zu einer Kontroverse mit Norman L. Bowen über die Rolle von Differenzierungsprozessen in Magmen. Der Duluth-Komplex bestand aus zwei Schichten, einer dickeren unteren Schicht im Wesentlichen aus Gabbro und einer oberen roten Schicht, die mehr Granit ähnelte (als Granophyr bezeichnet). Dazwischen gab es keinen großen Übergang, wie nach Bowens Theorie der Differentiation/Kristallisation zu erwarten gewesen wäre. Grout sah auch Hinweise auf Konvektion im Magma.
Er hatte breite Interessen und untersuchte auch Tone, Kohle, Eisenerzvorkommen, veröffentlichte über Mineralogie, chemische Gesteinsanalysen und präkambrische Stratigraphie.
Das Mineral Groutit ist nach ihm benannt.

## Schriften
- Petrography and Petrology, McGraw Hill 1932